# Hemithyrsocera picticollis
Hemithyrsocera picticollis es una especie de cucaracha del género Hemithyrsocera, familia Ectobiidae.

## Distribución
Esta especie se encuentra en Indonesia (Célebes) e isla de Nueva Guinea.